# Richard Davidson
Richard J. Davidson (nascido em 12 de Dezembro de 1951) é um cientista da Universidade de Wisconsin–Madison. 

## Formação
Tirou o bacharelato de psicologia na Universidade de Nova Iorque, e doutorou-se em psicopatologia e psicofisiologia pela Universidade de Harvard.

## Carreira profissional
Foi trabalhar para a Universidade de Winscosin-Madison, onde passou a dirigir o Laboratório de Neurociência Afectiva.

## Investigação em neurociências
O foco da sua investigação actual incide sobre as interacções do córtex pré-frontal e as amígdalas cerebrais na regulação das emoções. Davidson comprovou em estudos realizados em meditadores e monges budistas, que é possível modificar o cérebro afectivo com exercícios, quer no controlo da ansiedade, quer no controlo da depressão.
Tem havido uma colaboração recíproca com o 14º Dalai Lama, a maioria dessas pesquisas envolve efeitos da meditação. Esta ligação tem causado controvérsia, com alguns cientistas a criticarem Davidson por estar muito perto de alguém com um interesse no resultado de suas pesquisas e outros, alegando que ela representa uma mistura inadequada de fé e ciência. Quando ele convidou o Dalai Lama a falar numa Conferência de Neurociência de 2005, dezenas de pesquisadores assinaram uma petição em protesto. Ressalte-se porém que a maioria desses cientistas era de origem chinesa, e se opunham ao Dalai Lama devido a sua luta pela libertação do Tibet. A controvérsia encerrou-se rapidamente após os cientistas atestarem que a participação do Dalai Lama foi apropriada à ocasião.